# Бецков
Бецков (слч. Beckov) насељено је мјесто са административним статусом сеоске општине (слч. obec) у округу Ново Место на Ваху, у Тренчинском крају, Словачка Република.

## Становништво
| Година:    | 1994. | 2004.   | 2014.   | 2024.   |
| ---------- | ----- | ------- | ------- | ------- |
| Број људи: | 1360  | 1367    | 1349    | 1458    |
| Разлика:   |       | +0,51 % | -1,31 % | +8,08 % |

| Година:    | 2023. | 2024.   |
| ---------- | ----- | ------- |
| Број људи: | 1466  | 1458    |
| Разлика:   |       | -0,54 % |

Према подацима о броју становника из 2024. године насеље је имало 1458 становника.